# El talismán (ballet)
El talismán es un ballet fantástico en cuatro actos y siete escenas, con prólogo y epílogo, de Marius Petipa con música de Riccardo Drigo. El libreto es de Constantin Tarnovski y Marius Petipa. El estreno tuvo lugar el 6 de febrero de 1889 en el Teatro Mariinski de San Petersburgo, con decorados de Ivan Andreyev (actos I y IV), Mikhail Botcharov (acto II) y Matvei Shishkov (acto III).

## Argumento
En la antigua India, la bella diosa Ella, hija de Amravati, la Reina del Cielo, desciende a la tierra con su guardián Ouragan, el dios del Viento, para comprobar si puede resistir las tentaciones del amor mortal. Si sucumbe, pierde su derecho a la inmortalidad. Amravati le dio a su hija un talismán que le permite regresar a casa si lo guarda con ella, pero si lo pierde no puede regresar al Cielo.
Durante esta visita a la tierra, Ella y Ouragan conocen al joven maharajá Noureddine, quien se enamora de Ella, aunque está comprometido con la princesa Damayanti, la hija del rey Akdar. Noureddine logra hacerse con el talismán y, tras conocer las propiedades secretas del objeto sagrado, decide no devolvérselo a Ella para que se quede en la tierra y se convierta en su esposa.
Ella y Ouragan deciden utilizar grandes medios para recuperar el talismán con el fin de regresar al Cielo, pero Ella se da cuenta de que la inmortalidad y las delicias del Cielo no pueden competir con la felicidad que Noureddine podría ofrecerle a través de su amor. Ella decide quedarse con él en la tierra y convertirse en mortal.

## Reparto original y posteriores
| Rol                                                    | San Petersburgo 1889 | San Petersburgo 1895 | San Petersburgo 1909  |
| ------------------------------------------------------ | -------------------- | -------------------- | --------------------- |
| Ella (más tarde Niriti) hija de la Reina de los Cielos | Elena Cornalba       | Pierina Legnani      | Olga Preobrazhénskaya |
| Noureddine, el Maharajah                               | Pável Gerdt          | Pável Gerdt          | Nicolai Legat         |
| Ouragan (más tarde Vayou), el dios del viento          | Enrico Cecchetti     | Aleksandr Gorski     | Vaslav Nijinsky       |
| Amravati, La Reina de los Cielos                       | Anna Johansson       |                      |                       |
| Nal, el hijo del tejedor                               | Alfred Bekefi        |                      |                       |
| Nirilya, la novia de Nal                               | Marie Petipa         |                      |                       |
| Rey Akdar                                              |                      |                      | Pável Gerdt           |

## Reposiciones

### En Rusia
El 4 de noviembre de 1895, Petipa monta una nueva versión en el  Mariinsky, con Pierina Legnani (Ella/Niriti), Pável Gerdt (Noureddine), Aleksandr Gorski (Ouragan), simplificó el libreto y redujo el ballet a tres actos y siete escenas.
Nicolai Legat revisó el ballet en 1909 con Olga Preobrazhénskaya en el papel principal y Vaslav Nijinsky en el de Ouragan (Vayou); renombró los personajes principales Ella pasó a ser Niriti y Ouragan fue renombrado como Vayou. El primero se representa ante la familia imperial y la nobleza de Petersburgo para el decimotercer aniversario de bodas de Nicolás II y Alexandra. Esta versión fue un gran éxito y se representó en el Mariinsky hasta la Revolución de 1917.

### Fuera de Rusia
Revisado por Luigi Tornelli para el Ballet de La Scala bajo el título Le Porte-bonheur. Representado en La Scala (Milán) el 18 de julio de 1908.
Posteriormente fue revisado por Paul Chalmer e Ileana Citaristi para el Balletto del Teatro Filarmonico de Verona, con motivo del 150 cumpleaños de Drigo. Estrenada el 14 de marzo de 1997 en el Teatro Verdi de Padua, Italia. El elenco fue Carla Fracci (Niriti), Alessandro Molin (Vayou, el dios del viento), Stéphane Fournial (Nouriddine).

## Estructura
Prólogo
- Vals de los espíritus
- Entrada de Niriti
- El viento de Vayou

Acto I
- Danza de los amigos de Nirilya y Nal
- Danza oriental
- Primeros sentimientos

Acto II
- Danza náutica
- Baile del indostano
- Gran pas de acción
  - Andante
  - Variación I
  - Variación II
  - Coda
- Grand bailabile - La rosa de Bengala
  - Adagio
  - Vals de las joyas
  - Pizzicato
  - Gran coda

Acto III
- Danza de los montañeses del Himalaya
- Baile de Katchack
- Bailar bajo el velo
- Escena de baile — La embriaguez de Vayou
- La danza del amor

El grand pas d'action del acto II fue transcrito en 1900 por Vladimir Stepanov, una transcripción que se conserva en la colección Sergeyev de la Biblioteca de la Universidad de Harvard.

## El pas de deux deEl talismán
En 1955, el maestro de ballet Piotr Gusev del Kirov Ballet (antiguo Ballet Imperial) compiló varias piezas musicales de El talismán de Petipa y creó lo que ahora se llama «pas de deux del Talismán» que forma parte del repertorio de muchas compañías.
El Talisman pas de deux también incluye una variación masculina tomada por Goussev de La hija del faraón de Petipa con música de Cesare Pugni. La estructura usada es:
- La entrada es el Vals de los espíritus del prólogo del Talismán;
- El adagio está tomado del último acto del Talismán;
- La variación masculina con la música de Cesare Pugni está tomada del grand pas des Caryatids en el acto II de La hija del faraón (1862);
- La variación femenina es de Drigo con la música del Pizzicato de la Perla Negra del ballet de Petipa, La Perla (1896);
- La coda del vals está tomada del acto I del Talismán.[2]